# Mutisia ledifolia
Mutisia ledifolia là một loài thực vật có hoa trong họ Cúc. Loài này được Decne. ex Wedd. mô tả khoa học đầu tiên năm 1855.